# Patum de Berga
A Festa da Patum de Berga é uma celebração tradicional que se realiza durante o festival de Corpus Christi na cidade catalã de Berga (Barcelona). Foi declarada pela UNESCO Património Cultural Imaterial da Humanidade, em 25 de Novembro de 2005 e registrada em 2008 em sua lista representativa e, assim, automaticamente escolhida como Património Cultural Imaterial Tesouro da Espanha. Anteriormente, em 1983 foi declarada pela Generalidade da Catalunha Festa Tradicional de Interesse Nacional. A Patum foi fundada no final do século XIV como um caráter essencialmente popular e está documentada desde 1525.
A celebração consiste em várias representações de figuras místicas e simbólicas que dançam ao ritmo da música e tambores. As danças são caracterizadas pela sua gravidade, e extensa utilização de fogo e pirotecnia.
As festividades ocorrem a partir de quarta-feira, na véspera de Corpus até o domingo seguinte. Na sexta-feira, o dia após o próprio Corpus, realiza-se a Patum infantil, uma versão adaptada para crianças.

## Origens e história
O Patum preserva reminiscências de práticas pré-cristãs, rituais de vegetação e regeneração reprodutiva que suportam o ciclo de Maio, as práticas que a Igreja Católica assimilou, reajustou e integrou parte desta cerimonial inicial, transformando-a em um veículo de cristianização.
As origens da Patum devem ser procuradas na celebração de Corpus Christi, nascida no século XIII e universalizada em 1316 pelo Papa João XXII. Na cidade de Berga a referência documental preservada mais antiga da festa de Corpus Christi corresponde a 20 de maio de 1454.
Desde a sua criação, a procissão de Corpus Christi começou a integrar um número de encenações, que ao longo de tempo foram chamadas entremez, que tiveram como principais objetivos a educação e a moralização do aqueles que estão assistindo à comitiva. Muitas vezes, esses desempenhos foram cristianizações simples de preexistentes elementos pagãos, que foram remodelados e acabados representando diferentes passagens das escrituras, adquirindo seu caráter processional final.
Estes entremez, ao longo dos anos, foram ficando própria identidade e ganhando popularidade entre as pessoas, mais para o seu lado lúdico que por seu caráter instrutivo, deixando apenas as partes mais festivas. Estas amostras festivas realizadas pelas mesmas entradas que participaram na procissão mais tarde resultou na "Bulla e agitação do Santíssimo Sacramento", o simplesmente a Bulla, precursor da atual Patum. Assim, após a procissão de Corpus, foram realizados dois atos distintos: a própria procissão, venerando o Santíssimo Sacramento e a Igreja Católica, e a Bulla, puramente civil e secular destina-se a honrar e homenagear personagens das autoridades civil.

## Figuras ou comparsas
- El Tabal: Grande tambor, anuncia a festa pelas ruas de alguns dias antes, e é tocado também durante as danças.
- Els Turcs i Cavallets:  Turcos e Cavaleirinhos, dançam e simulam uma guerra, que vencem os cavaleiros cristãos.
- Les Maces: Maças, dança de diabos e anjos (São Miguel e outro anjo pequeno). Os diabos traem uma maça, feita de uma vara de dois metros com una peça cilíndrica no extremo superior, com un foguete. Quando o fogo termina-se e o foguete explota, o diabo more, e os anjos mostram sua vitória cravando-lhe a espada.
- Les Guites: Duas mulas, uma grande e outra pequena, com cara de dragão e corpo verde, com foguetes na boca.
- L'Àliga: Águia que dança com grande solenidade representando o povo de Berga.
- Els Nans Vells: Os Cabeçudos Velhos.
- Els Gegants: Os Gigantes ou gigantones, são dois casais (gigantes novos e gigantes velhos), estão vestidos como sarracenos.
- Els Nans Nous: Os Cabeçudos Novos.
- Els Plens: Cem diabos com máscara verde e nove foguetes cada um. Com elos a praça incha-se de fogo.

### Outros
- Tirabols: Não é uma comparsa propriamente. É o final da festa. Dançam os gigantes e as guites misturados com toda a gente que encha a praça, ao ritmo do Tabal e de típicas melodias populares tocadas pra banda de música. Estas melodias repitam-se uma e outra vez até os músicos estão agotados de cansados.

## Galeria de imagens

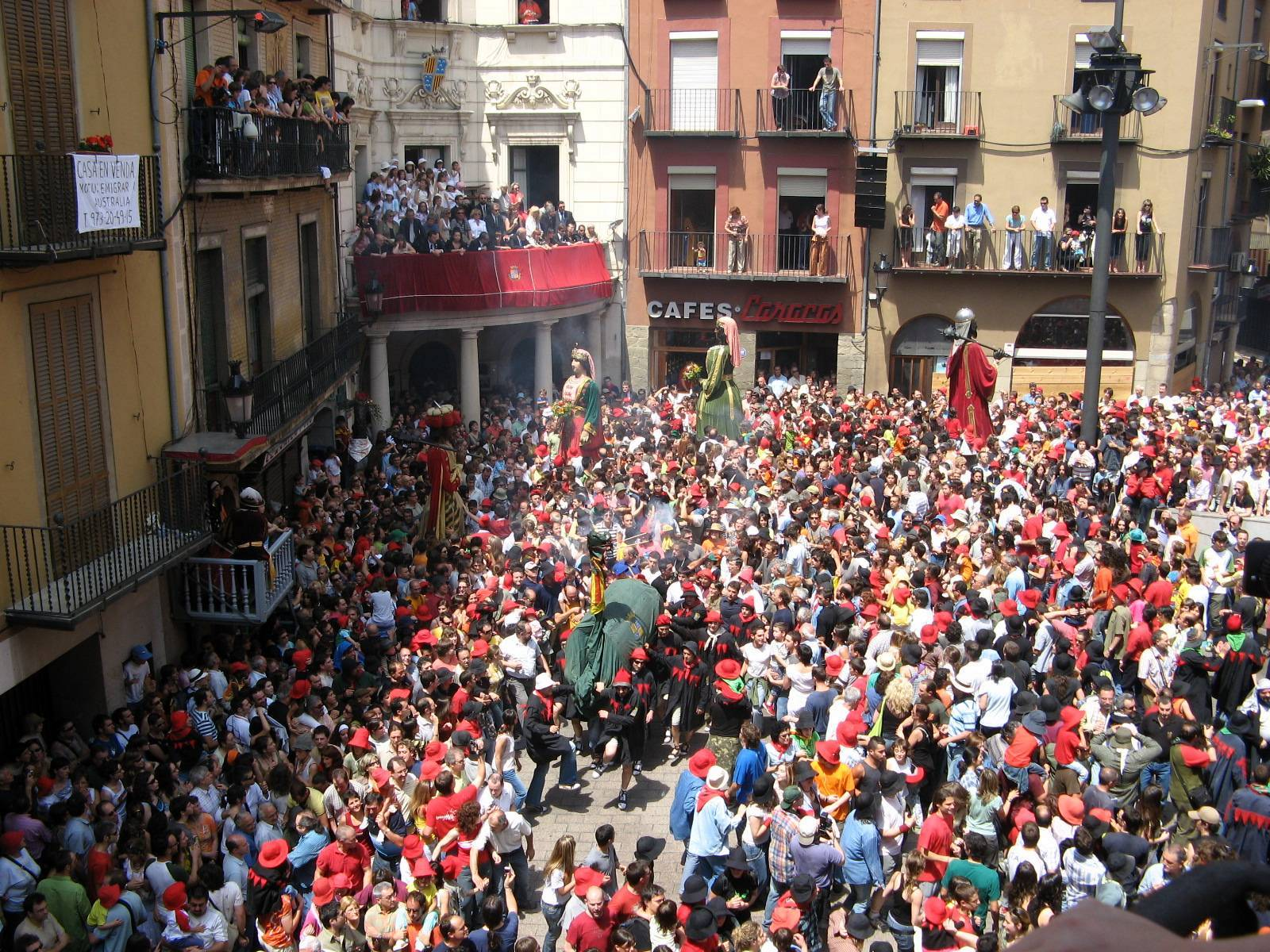
A praça.
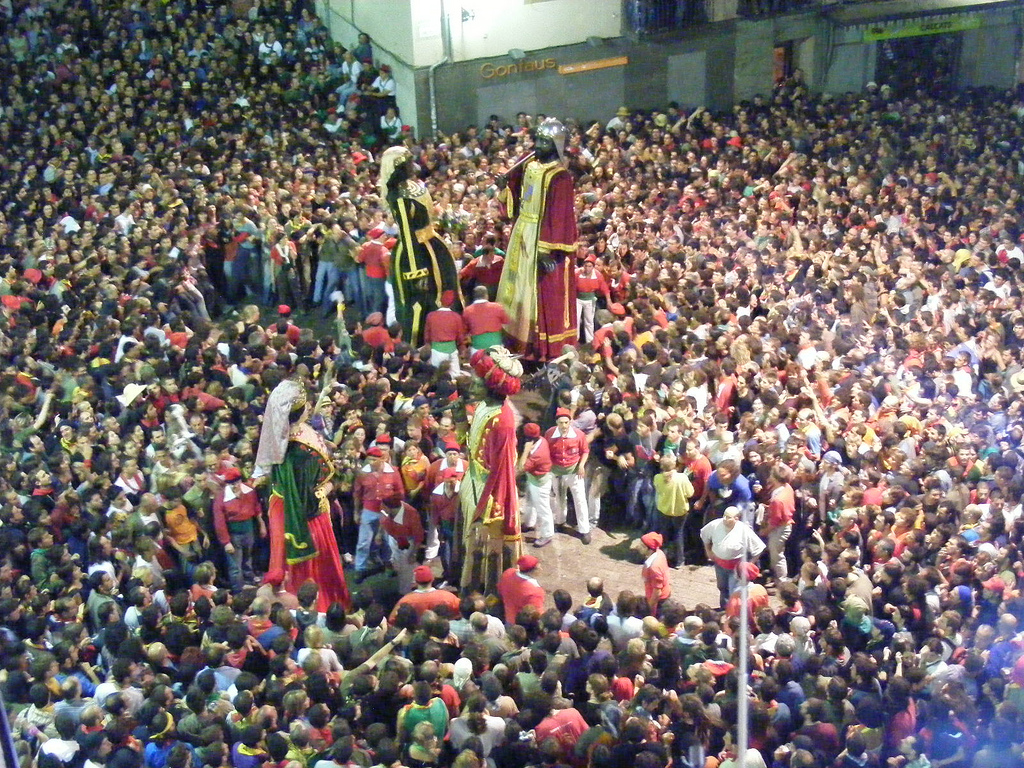
Dança de Gegants ou Gigantes
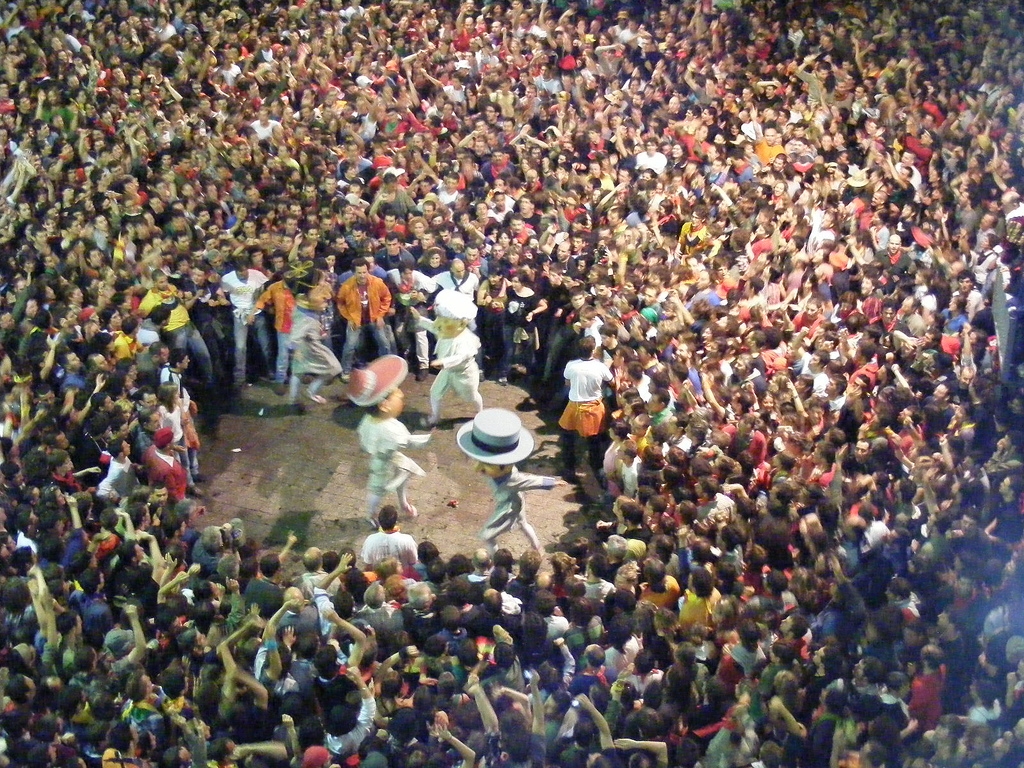
Dança de Nans nous, os Cabeçudos Novos
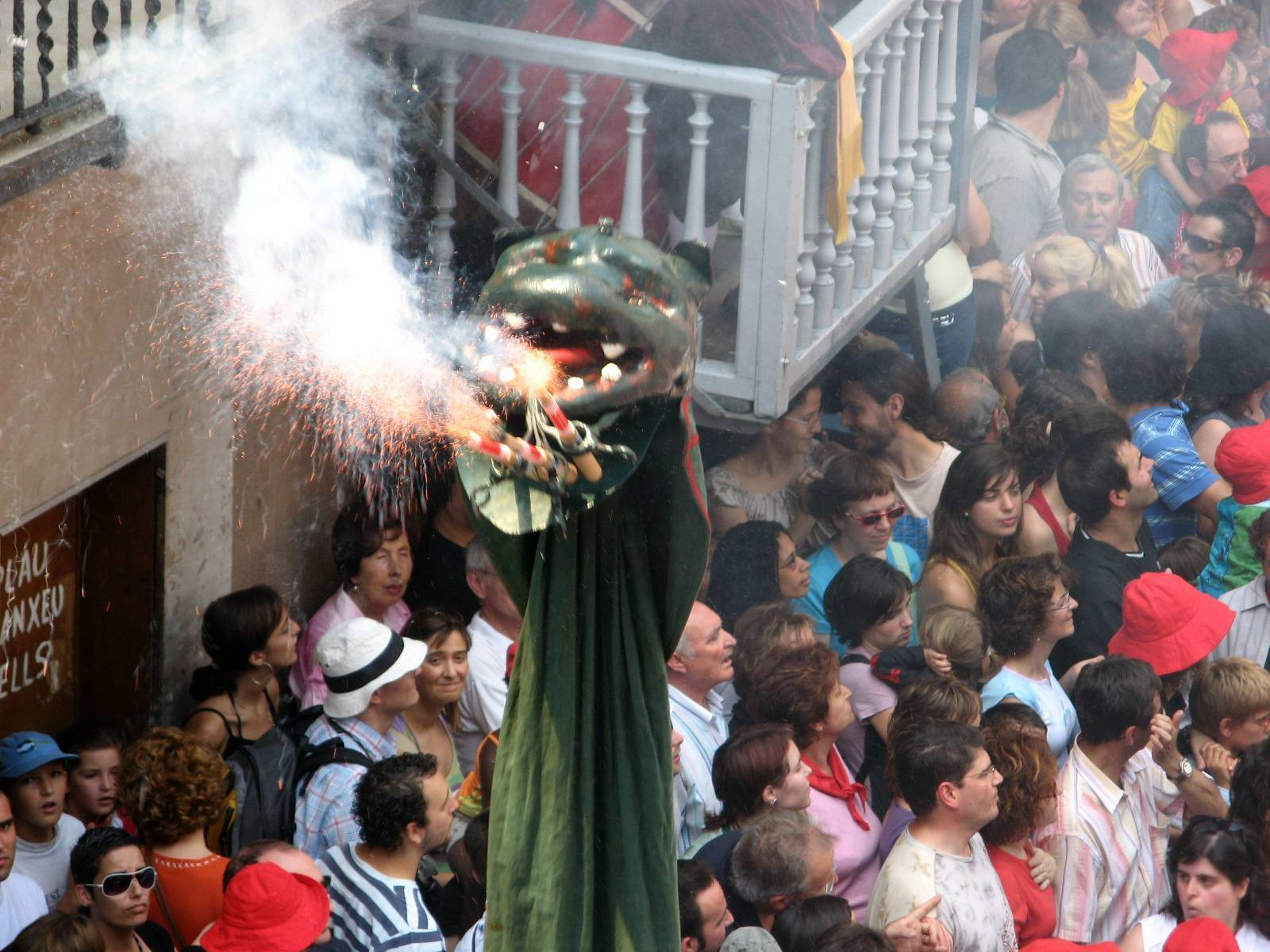
Cabeça da Guita
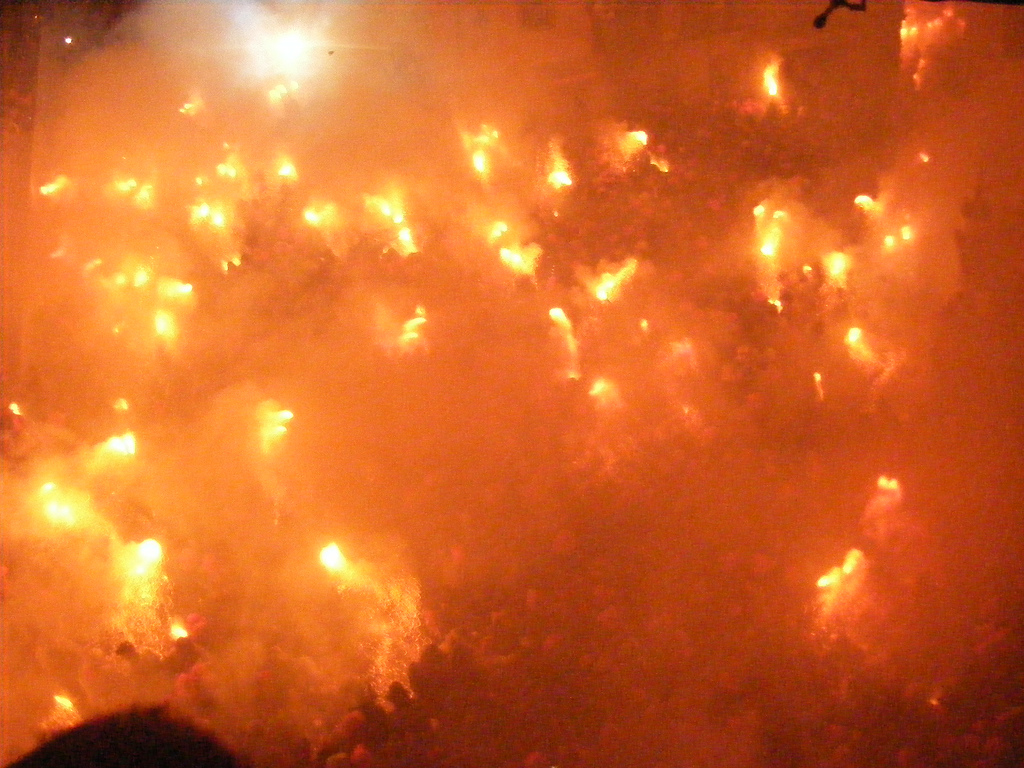
Els Plens, cheios de fogo

## Atos
Os atos e o ordem da festa é o seguente:
Domingo da Ascensão, três domingos antes de Corpus
- Saída do Tabal anunciando a Patum.

Domingo da Santíssima Trindade, domingo anterior a Corpus
- "Els quatre fuets", quatro foguetes. Atuação das Maças com o fim de provar a qualidade dos foguetes.

Quarta-feira, dia antes de Corpus
- Ao meio-dia: "Passada" ou desfile da rua, com o Tabal, os gigantes velhos e banda de música.
- Ao anoitecer: "Passada" ou desfile da rua em honra das autoridades locais, com o Tabal, Maças, Guites e Gigantes Velhos, acompanhados de banda de música. Danças na frente das casas dos conselheiros. Terminando no final da manhã com "Tirabols" na praça.

Quinta-feira, dia de Corpus
- Ao meio-dia: Patum de Lluïment, Patum de Luzimento: Turcos e cavaleirinhos, Maças, Guites, Águia, Cabeçudos velhos, Gigantes e Cabeçudos novos
- Ao anoitecer: Patum Completa: com quatro "salts" (saltos), depois do segundo e o quarto salto fazem-se os "Plens". Cada salto é a atuação sucessiva de todas as comparsas sempre com o mesmo ordem: Turcos e cavaleirinhos, Maças, Guites, Águia, Cabeçudos Velhos, Giantes e Cabeçudos Novos. Al final da noite ha "Tirabols".

Sexta-feira
- Patum infantil: Os mesmos atos que o dia de Corpus (Patum de luzimento ao meio-dia e Patum completa ao anoitecer), pero protagonizados por crianças, com figuras de menor tamanho.

Sábado
- Ao meio-dia: "Passada" ou desfile da rua, com o "Tabal", os gigantes velhos e banda de música.
- Ao anoitecer: "Passada" ou desfile da rua em honra dos administradores da festa, com o Tabal, Maças, Guites e Gigantes Velhos, acompanhados de banda de música. Danças na frente das casas dos administradores. Terminando no final da manhã com "Tirabols" na praça.

Domingo
Os mesmos atos que o dia de Corpus:
- Ao meio-dia: Patum de luzimento
- Ao anoitecer: Patum completa